# Uddød i vild tilstand
Uddød i vild tilstand, på engelsk forkortet EW (for Extinct in the Wild), er en betegnelse som anvendes inden for rødlistning af arter.
Uddød i vild tilstand er en af World Conservation Unions (IUCN) rødlistningskategorier på global plan. En art tilhører kategorien "uddød i vild tilstand" hvis den trods efterforskning i lang tid ikke er fundet vildt i sit naturlige udbredelsesområde og de eneste kendte eksemplarer som findes er i plantager, i fangenskab eller indførte populationer uden for artens naturlige udbredelsesområde.
Se Kategori:IUCN Rødliste - uddøde arter i vild tilstand for eksempler